# Барсело, Фернандо
Фернандо Барсело Арагон (исп. Fernando Barceló Aragón); (род. 6 января 1996, Уэска) — испанский профессиональный шоссейный велогонщик, выступающий с 2020 года за команду мирового тура «Cofidis».

## Достижения
2014
1-й  Чемпион Испании — Групповая гонка (юниоры)
2017
1-й Laukizko Udala Saria U23
2-й Mémorial Cirilo Zunzarren U26
2018
1-й — Этап 9 Тур де л’Авенир
3-й  Чемпионат Европы — Групповая гонка U23
7-й Волта Алентежу  — Генеральная классификация
2019
6-й Тур Вандеи
7-й Гран-при Мигеля Индурайна
10-й Вуэльта Арагона  — Генеральная классификация

## Статистика выступлений

### Гранд-туры
| Гранд-тур       | 2019 |
| --------------- | ---- |
| Джиро д’Италия  | —    |
| Тур де Франс    | —    |
| Вуэльта Испании | 95   |

| —  | Не участвовал  |
| НФ | Не финишировал |